# Wilhelmine Clauss-Szarvady

Wilhelmine Clauss-Szarvady

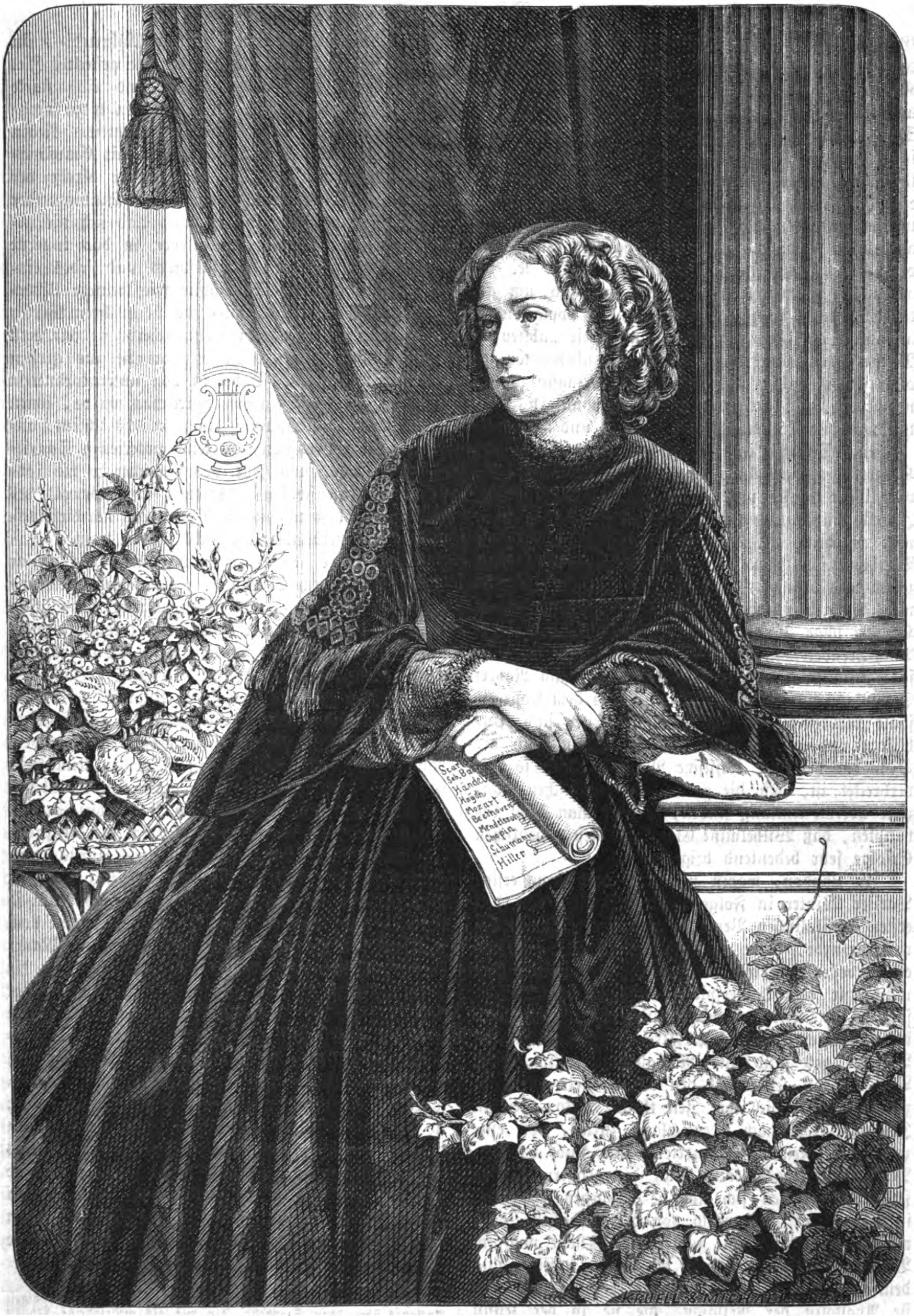
Wilhelmine Clauss-Szarvady, 1867. Grafik von Krüll und Michael.

Wilhelmine Clauss-Szarvady (geb. Clauss) (* 12. Dezember 1832 in Prag; † 2. September 1907 in Paris) war eine böhmisch-französische Pianistin.

## Leben
Sie studierte in Prag bei Josef Proksch Klavier und gab 1849 in Prag ihr Debüt. 1855 heiratete sie den ungarischen Publizisten und Diplomaten Frigyes Szarvady (1822–1882) (eingedeutscht Friedrich Szarvady) und lebte seitdem mit ihm in Paris. Von dort aus bereiste sie als gesuchte Konzertpianistin ganz Europa, so gab sie allein in England von 1852 bis 1886 jährlich Konzerte. Sie galt als Spezialistin für Scarlatti, Bach und Beethoven, von den zeitgenössischen Komponisten Berlioz, Liszt und Schumann wurde sie als Pianistin hoch gerühmt. Carl Reinecke widmete ihr seine Ballade As-Dur op. 20 und Joachim Raff 1870 sein Klaviertrio Nr. 3 a-Moll op. 155.

## Werke
Concert (F-moll) für Clavier mit obligater Begleitung von 2 Violinen, Viola und Violoncell, componirt von K. Phil. Em. Bach. Nach einem bisher ungedruckten Manuskript für Clavier allein bearb. und hrsg. von Wilhelmine Szarvady geb. Clauss. Leipzig: Senff, o. J.